# Telmatoscopus mucronatus
Telmatoscopus mucronatus és una espècie d'insecte dípter pertanyent a la família dels psicòdids que es troba a Europa: Alemanya -Baviera- i Bèlgica.